# Meizu
Meizu Technology Co., Ltd (Xinès: 魅族 科技 有限公司, pinyin: Mèizú kējì iǒuxiàn gōngsī), o simplement Meizu (xinès:; pinyin: Mèi Zú), és una empresa xinesa d'electrònica de consum amb seu a Zhuhai, província de Guangdong, a la Xina.

## Història

### Fundació
La companyia Meizu va ser fundada el 2003. Inicialment va fabricar reproductors MP3 i va llançar el seu primer reproductor MP4 el 2006. L'abril de 2007 va presentar el Meizu M8, un smartphone que va portar a Meizu una queixa d'Apple per la gran semblança amb l'EDGE iPhone

### El debut en el mercat dels smartphones
L'1 de gener del 2011, amb Meizu M9, el primer dispositiu basat en Android, la producció es va desplaçar completament cap als telèfons intel·ligents. Exactament un any després, es va llançar el MX, el primer dispositiu que va portar el Flyme, una versió molt personalitzada d'Android. També va ser el primer dispositiu de Meizu en comercialitzar-se fora de la Xina. El desembre de 2012 es va comercialitzar el MX2, exportat a Rússia, Israel i Hong Kong.

### Augment de la marca al mercat
El MX3 va sortir el 2013 i va ser el primer smartphone amb 128 GB de memòria interna, també es va comercialitzar a França i a Itàlia. El març de 2015, MX4 Ubuntu Edition va ser presentada a MWC, un smartphone capaç de donar suport oficialment a dos sistemes operatius.
El 2 de juny de 2015, Meizu va anunciar la nota M2, amb un processador Mediatek i amb una clau física central. El telèfon també estava equipat amb Flyme OS 4.5. Posteriorment, es va presentar la nota M3, la nota M5 i la nota M6
Meizu va posar sobre el mercat una nova sèrie de top de gamma anomenada "PRO" a Setembre 2015 anunciant el PRO 5. També aquest dispositiu va ser presentat al WMC en la seva versió Ubuntu. Successivament, l'Abril 2016, van ser presentats el PRO 6 i Pro 6 plus. El Juliol de 2017 van ser presentats al públic PRO 7 i PRO 7 Plus, els primers smartphone en tenir un segon display de colors sobre la part darrera i en portar el Flyme 6 basat sobre Android 7 Nougat.
El 2017 el grup Alibaba va finançar la companyia amb una inversió de 590 milions d'euros.

## Productes

### Telèfons intel·ligents

#### Sèrie 16
- Meizu 16Xs
- Meizu 16s
- Meizu 16a
- Meizu 16X
- Meizu 15
- Meizu 15 Plus
- Meizu M15

#### Sèrie PRO
La línia PRO representa els estandards de Meizu.
- Meizu PRO 5
- Meizu PRO 5 Ubuntu Edition
- Meizu PRO 6
- Meizu PRO 6 Plus
- Meizu PRO 7
- Meizu PRO 7 Plus

#### Sèrie MX
La sèrie MX és de classe mitjana
- Meizu MX
- Meizu MX2
- Meizu MX3
- Meizu MX4
- Meizu MX4 Ubuntu Edition
- Meizu MX4 Pro
- Meizu MX5
- Meizu MX6

#### Sèrie M
La sèrie M és la sèrie més barata de Meizu.
- Notes de Meizu M1
- Meizu m2
- Nota Meizu m2
- Meizu m3
- Meizu m3e
- Meizu M3
- Meizu m3 màx
- Notes Meizu M3
- Meizu m8
- Meizu m9
- Meizu M5
- Meizu m5s
- Meizu m5c
- Notes Meizu M5
- Notes de Meizu M6
- Meizu m6s
- Meizu m6

#### Sèrie U
- Meizu U10
- Meizu U20

### MP3
- Meizu E2
- Meizu E5
- Meizu E3
- Meizu E3C
- Meizu ME V6
- Meizu ME V6S
- Meizu ME V7
- Meizu MI V6
- Meizu MI V6S
- Meizu MI V7
- Meizu M3
- Meizu M6 TS
- Meizu M6 TP
- Meizu M6 SP
- Meizu M6 SL
- Meizu X2
- Meizu X3
- Meizu X6